# 龙村乡
龙村乡，是中华人民共和国福建省南平市建瓯市下辖的一个乡镇级行政单位。

## 行政区划
龙村乡下辖以下地区：
龙村、汴地村、下杉溪村、吴地村、大历村、小东游村、梨坪村、擎天岩村、龙溪村、黄凌村、凉墘村和仰坑村。